# 도네군

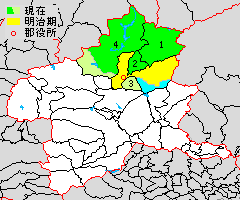
도네 군의 위치

도네군(일본어: 利根郡, とねぐん)은 일본 군마현에 있는 군이다.
인구 29,154명, 면적 1,322.23km², 인구밀도 22명/km².(2025년 3월 1일, 추계인구)
이하 1정 3촌으로 설치되어 있다.
- 미나카미정(みなかみ町)
- 가타시나촌(片品村)
- 가와바촌(川場村)
- 쇼와촌(昭和村)

## 군역
1878년에 행정 구역으로 발족 당시의 군역은 현재의 행정 구역 상으로 아래에 해당한다.
- 누마타시(일부)
- 미나카미정(일부)
- 가타시나촌
- 가와바촌

## 역사

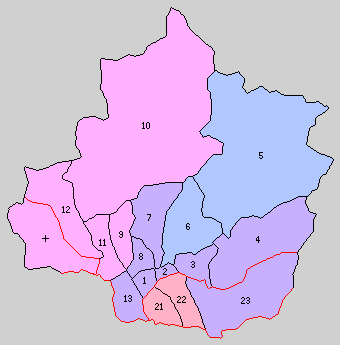
1.누마타정 2.도나미촌 3.시라사와촌 4.아즈마촌 5.가타시나촌 6.가와바촌 7.이케다촌 8.우스네촌 9.고메마키촌 10.미나카미촌 11.모모노촌 12.유노하라촌 13.가와다촌 21.구로호촌 22.이토노세촌 23.아카기네촌 +.구가촌 (보라:누마타시 분홍:미나카미정 빨강:쇼와촌 파랑:합병 없음)

- 1889년 4월 1일 - 정촌제 시행으로, 아래의 정촌이 발족. 따로 표기하지 않은 지역은 현 누마타시.(1정 12촌)
  - 누마타정(沼田町)
  - 도나미촌(利南村)
  - 시라사와촌(白沢村)
  - 아즈마촌(東村)
  - 가타시나촌(片品村): 현 가타시나촌
  - 가와바촌(川場村): 현 가와바촌
  - 이케다촌(池田村)
  - 우스네촌(薄根村)
  - 고메마키촌(古馬牧村): 현 미나카미정
  - 미나카미촌(水上村): 현 미나카미정
  - 모모노촌(桃野村): 현 미나카미정
  - 유노하라촌(湯ノ原村): 현 미나카미정
  - 가와다촌(川田村)
- 1896년 4월 1일 - 군제 시행에 따라, 도네군·기타세타군 및 아가쓰마군의 일부 구역으로 새로이 도네군이 발족. 아래의 정촌이 도네군 소속이 됨.(1정 16촌)
  - 구 기타세타군 - 구로호촌(久呂保村), 이토노세촌(糸之瀬村)(현 쇼와촌), 아카기네촌(赤城根村)(현 누마타시)
  - 구 아가쓰마군 - 구가촌(久賀村)(현 미나카미정)
- 1908년 5월 1일 - 구가촌·유노하라촌이 합병하여 니하루촌(新治村)이 발족.(1정 15촌)
- 1947년 10월 10일 - 미나카미촌이 정제 시행으로 미나카미정(水上町)となる.(2정 14촌)
- 1954년 4월 1일 - 누마타정·도나미촌·이케다촌·우스네촌·가와다촌이 합병하여 누마타시(沼田市)가 발족, 군에서 이탈(1정 10촌)
- 1955년 4월 1일 - 고메마키촌·모모노촌이 합병하여 쓰키요노정(月夜野町)이 발족.(2정 8촌)
- 1956년 9월 30일 - 아즈마촌·아카기네촌이 합병하여 도네촌(利根村)이 발족.(2정 7촌)
- 1958년 11월 1일 - 구로호촌·이토노세촌이 합병하여 쇼와촌(昭和村)이 발족.(2정 6촌)
- 1961년 8월 1일 - 도네촌의 일부가 쇼와촌에 편입.
- 2005년
  - 2월 13일 - 시라사와촌·도네촌이 누마타시에 편입.(2정 4촌)
  - 10월 1일 - 쓰키요노정·미나카미정(水上町)·니하루촌이 합병하여 미나카미정(みなかみ町)이 발족.(1정 3촌)